# Nicolas Ruwet
Nicolas Ruwet (Saive, 31 dicembre 1932 – Parigi, 15 novembre 2001) è stato un linguista, semiologo e musicologo belga che visse anche in Francia.

## Biografia
Allievo di Claude Lévi-Strauss, Roman Jakobson (di cui tradusse le opere principali in francese) e Noam Chomsky (da cui riprese gli studi di grammatica trasformazionale), nonché docente di linguistica all'Università di Parigi VIII, fu tra i fondatori della semiologia musicale, sui cui sviluppi ebbe influenza la sua raccolta di saggi Linguaggio, musica, poesia.
In questa raccolta, dopo una prefazione d'autore (1972), vi sono 5 studi musicologici e 5 studi sulla poesia:
- Contraddizioni del linguaggio seriale (1959)
- Funzione della parola nella musica vocale (1961)
- Nota sulle duplicazioni nell'opera di Claude Debussy (1962)
- Metodi di analisi in musicologia (1966)
- Alcune osservazioni sulla funzione della ripetizione nella sintassi musicale (1967)
- L'analisi strutturale della poesia (1963)
- Un sonetto di Louise Labé (1964)
- Su un verso di Charles Baudelaire (1965)
- Limiti dell'analisi linguistica in poetica (1968)
- «Je te donne ces vers...» (1971, su un sonetto di Baudelaire)

Oltre ad aver fatto conoscere in Francia l'opera di Roman Jakobson, pubblicò i Problèmes de linguistique générale di Émile Benveniste; fondò le riviste "Langages", "Semiotica" (nel 1969) e "Recherches linguistiques" (poi diventata "Recherches linguistiques de Vincennes"); diresse "Travaux linguistiques", collana di linguistica (dal 1972) presso le Éditions du Seuil; tradusse articoli di Leo Strauss, per le rivista "Poétique" (1979) e "L'homme" (1981).

## Opere
- Introduction à la grammaire générative (1967); trad. Clara Simone Baldi e di Raffaele Simone, Introduzione alla grammatica generativa, Firenze: La nuova Italia, 1979.
- Langage, musique, poésie (1972); trad. Mario Bortolotto, Luisa Geroldi ed Elena De Angeli, Linguaggio, musica, poesia, Torino: Einaudi, 1983. ISBN 88-06-05451-1
- Théorie syntaxique et Syntaxe du français, Paris: Éditions du Seuil, 1972.
- Actes du Colloque franco-allemand de grammaire transformationnelle (a cura di, con Christian Rohrer), 2 voll., I. Etudes de syntaxe, II. Etudes de semantique et autres, Tubingen: Niemeyer, 1974.
- Malherbe et la théorie du parallélisme en poésie (1979).
- Linguistique et poetique (1981), trad. Valeria Lalli ed Elisa Stussi, Linguistica e poetica, Bologna: Il Mulino, 1986. ISBN 88-15-00966-3
- Grammaire des insultes et autres études, Paris: Éditions du Seuil, 1982.
- Syntax and Human Experience, Chicago/London: The University of Chicago Press, 1991.